# Anekes
Anekes là một chi ốc biển, là động vật thân mềm chân bụng sống ở biển trong họ Turbinidae.

## Các loài
Các loài trong chi Anekes gồm có:
- Anekes affinis (Jeffreys, 1883)[2]
- Anekes anderswareni Hoffman, Gofas & Freiwald, 2020
- Anekes mikrosculpta Hoffman, Gofas & Freiwald, 2020
- Anekes paucistriata Warén, 1992[3]
- Anekes sculpturata Warén, 1992[4]
- Anekes spiralis Serge GOFAS, Ángel A. LUQUE, Joan Daniel OLIVER, José TEMPLADO & Alberto SERRA, 2021 [5]
- Anekes umbilisculpta Hoffman, Gofas & Freiwald, 2020
- Anekes undulisculpta Bouchet & Warén, 1979[6]
- Anekes varisculpta Hoffman, Gofas & Freiwald, 2020

Species brought into synonymy
- Anekes gittenbergeri van Aartsen & Bogi, 1988: synonym of Lissotesta gittenbergeri (van Aartsen & Bogi, 1988)
- Anekes giustii Bogi & Nofroni, 1989: synonym of Mikro giustii (Bogi & Nofroni, 1989)
- Anekes inflata Warén, 1992:[7] synonym of Granigyra inflata (Warén, 1992)
- Anekes nofronii van Aartsen & Bogi, 1988: synonym of Lissotesta turrita (Gaglini, 1987)
- Anekes sabellii Bogi & Nofroni 1989: synonym of Lissomphalia bithynoides (Monterosato, 1880)
- Anekes undulispira [sic] : synonym of Anekes undulisculpta Bouchet & Warén, 1979 (misspelling)